# Jagdschloss Jägersburg

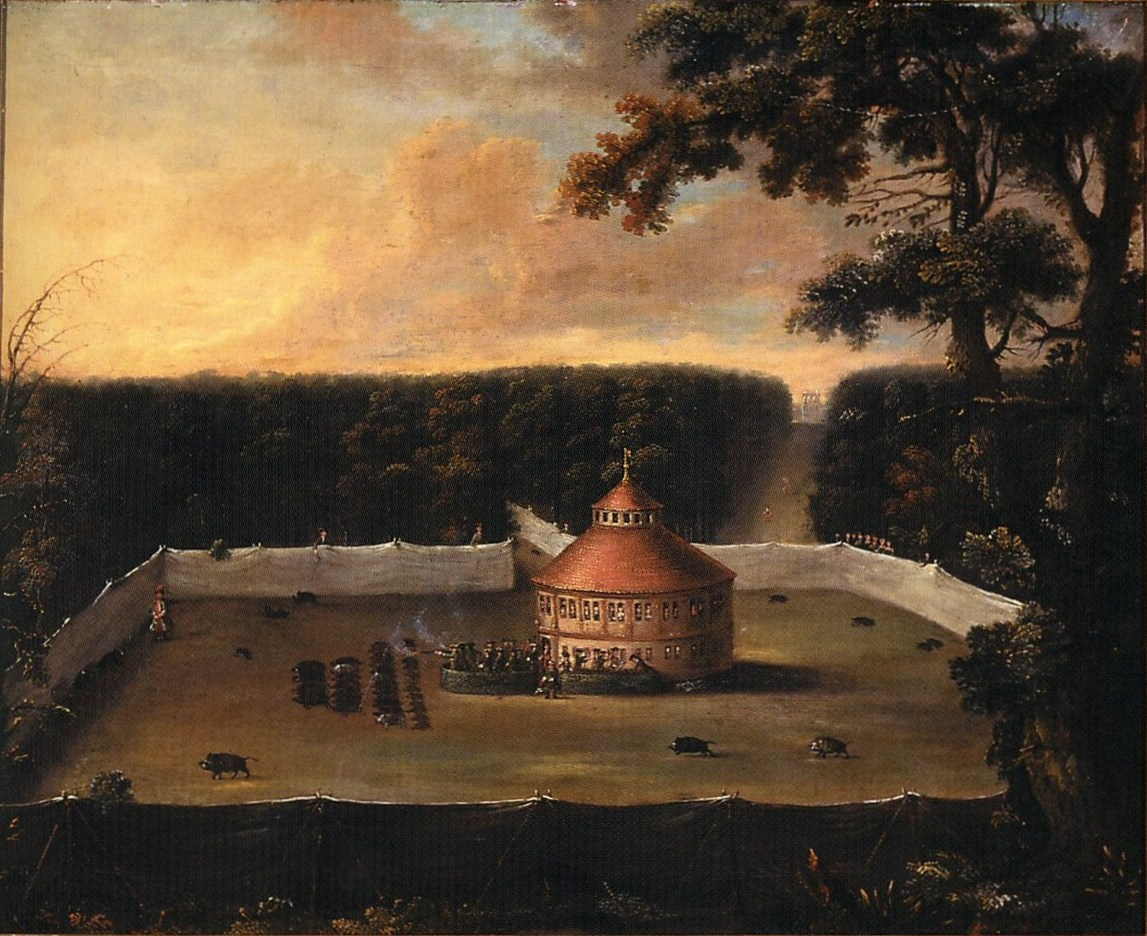
Ansicht des Rondells Jagdschloss Jägersburg. Johann Georg Stockmar (1700–1759)

Das (erste) Jagdschloss Jägersburg, auch Rundes Haus oder Rondell genannt, war ein im 17. Jahrhundert errichtetes Jagdhaus im Jägersburger Wald bei Einhausen (Hessen). Es ist zu unterscheiden von dem (neuen) Jagdschloss Jägersburg, das im 18. Jahrhundert etwa einen Kilometer entfernt erbaut wurde.

## Lage

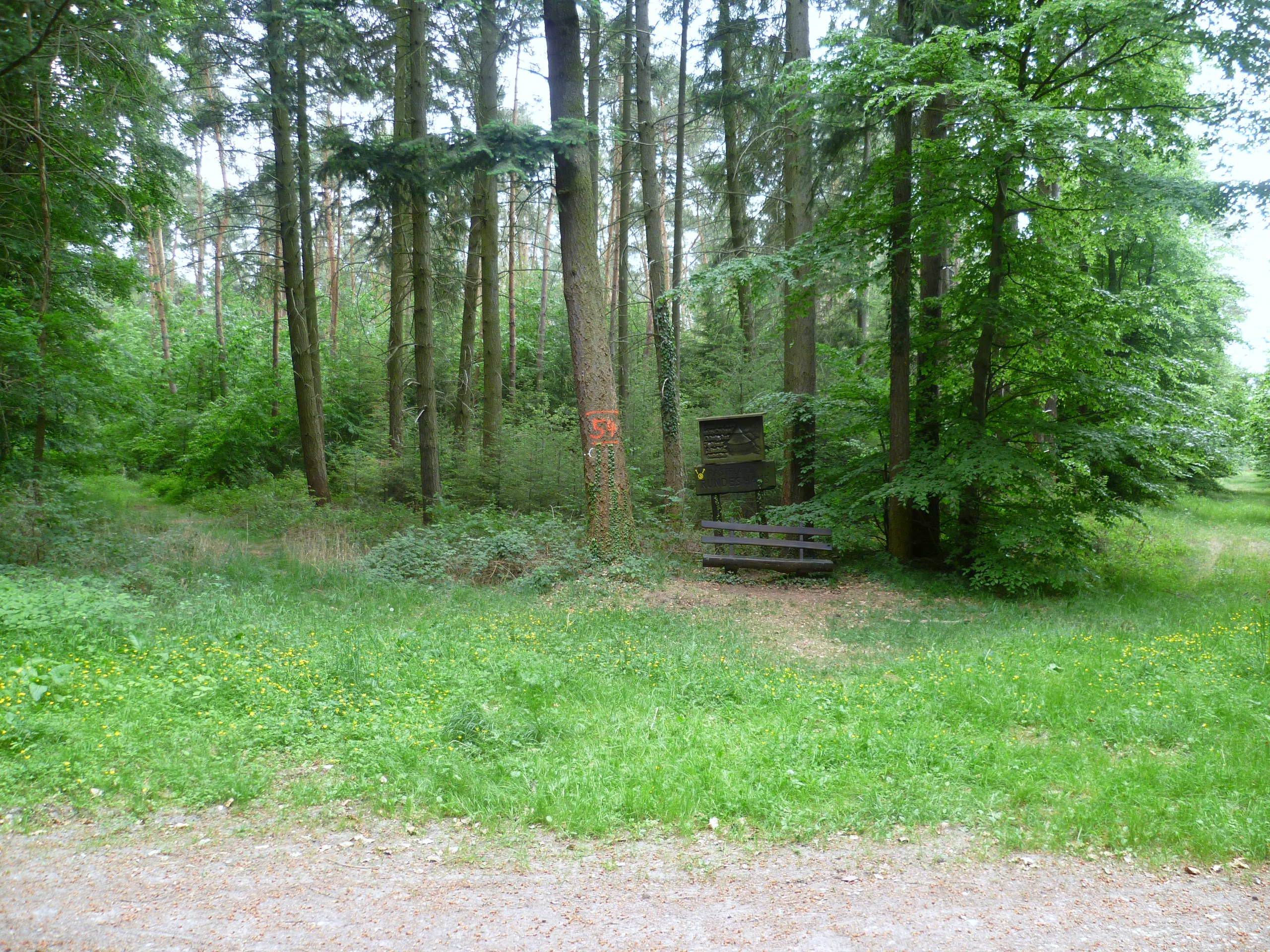
An dieser Stelle stand das Schloss im Jägersburger Wald. Rechts und links von der Ruhebank sind zwei der sechs Wege zu erkennen, die sternförmig hier zusammenlaufen.

Die Stelle, an der das Schloss stand, liegt nördlich von Einhausen im Jägersburger Wald, wenige hundert Meter östlich der Landesstraße L3111 Einhausen – Groß-Rohrheim und südlich der L3261 Biblis – Bensheim-Langwaden.

## Geschichte
Das auch als Lusthaus oder Jagdhaus bezeichnete Schloss wurde durch Landgraf Ludwig V. von Hessen-Darmstadt am 8. September 1609 eingeweiht. 
Der jagdbegeisterte Adlige hatte es inmitten des wildreichen Häuser Waldes oder Häuser Tiergartens, benannt nach dem nahegelegenen Dorf (Groß-)Hausen, bauen lassen.
Der Landgraf taufte das Gebäude auf den Namen Jägersburg, wodurch sich in der Folge die auch heute noch gültige Bezeichnung Jägersburger Wald für das betreffende Waldgebiet durchsetzte. 
Für das kleine Schloss hatte man eine eher ungewöhnliche runde Bauform gewählt, mit vielen kleinen Fenstern nach allen Seiten auf zwei Stockwerken. So konnten einerseits die Zuschauer der Jagd das Jagdgeschehen beobachten und andererseits die Schützen bequem auf das ihnen zugetriebene Wild anlegen. Im Jahr 1791 wurden noch 52 und im Jahr 1800 noch 40 Bewohner gezählt.
Das Gebäude war aufgrund des Grundrisses auch als Rondell oder Rundes Haus bei der Bevölkerung bekannt. 
Es wurde um 1738 als baufällig verkauft und in der Folge abgebrochen.

## Gegenwart

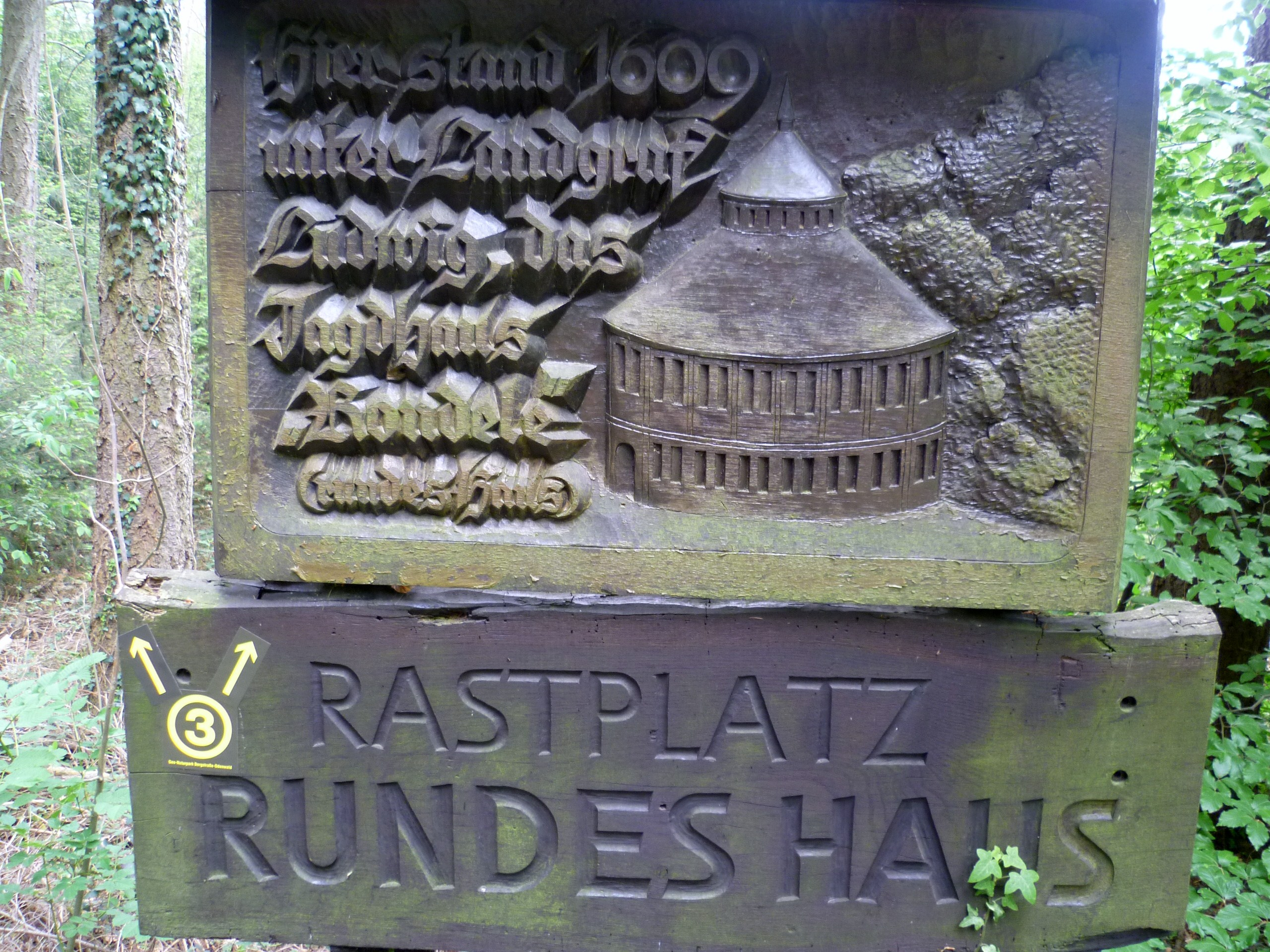
Detailaufnahme der Erinnerungstafel

Heutzutage sind keine baulichen Reste mehr zu erkennen. Lediglich das eigens für die Jagd angelegte, sternförmige Wegenetz, in dessen Zentrum einst das Schloss stand, ist im Wald noch vorhanden.
Eine Holztafel erinnert heute an das Rondell, und als Rastplatz Rundes Haus ist die Örtlichkeit in Wanderkarten eingetragen.
Der Name Jägersburg hat sich bis heute erhalten als Bezeichnung für das Waldgebiet und besonders für die Gebäude um die ehemalige Oberförsterei und das zweite Jagdschloss Jägersburg, die in der Folgezeit etwa einen Kilometer nordwestlich entstanden. Diese Siedlung rechnete seit 1821 zum Bezirk des Landgerichts Lorsch, seit 1879 zu dem des Amtsgerichts Lorsch.